# Клупт, Михаил Александрович
Михаил Александрович Клупт (род. 5 января 1953) — российский ученый-экономист, специалист в области статистики и демографии, доктор экономических наук, профессор.

## Образование
Ленинградский финансово-экономический институт им. Н. А. Вознесенского, специальность: «Статистика».

## Научная деятельность
Автор более 150 научных и учебно-методических работ на русском и английском языках, посвященных демографии, статистике, межстрановым сравнительныи исследованиям.
Представитель научно-педагогической школы СПБГЭУ «Социально-экономическая статистика», возглавляемой д.э.н., профессором, членом-корреспондентом РАН И. И. Елисеевой.

## Преподавательская и административная работа в высшей школе
Работает в СПБГЭУ (ранее, до 2013 года — СПБГУЭФ).
Исполнял обязанности декана факультета РИТММ, декана Гуманитарного факультета.
Профессор кафедры статистики и эконометрики.
Является также Главным экспертом Центра прикладных исследований и разработок НИУ ВШЭ.
Преподавал на Факультете экономики Европейского университета в Санкт-Петербурге.

## Членство в организациях
Член Совета по вопросам семейной демографической политики Санкт-Петербурга.

## Награды
- Медаль «За заслуги в проведении Всероссийской переписи населения» (2002, 2011);
- Почетный работник высшего профессионального образования;
- Заслуженный работник высшей школы Российской Федерации (2019)[9].

## Основные научные труды
- Клупт М. А. Влияние семейной политики и нормативных представлений о семье на рождаемость: компаративный анализ // Социологические исследования. 2020. № 3. С. 40-50.
- Клупт М. А. Социальная база и перспективы популизма в странах Запада // Мировая экономика и международные отношения. 2020. T.64. № 3. С.47-55.
- Клупт М. А. Семья в России и Китае: между реформами и традицией // Социологические исследования. 2019. № 5. С. 65-75.
- Klupt, M. (2019). Rethinking the contemporary history of fertility: family, state, and the world system // Демографическое обозрение, English selection. 5(5): 25-39.
- Клупт М. А. Статистические методы межстрановых сравнений. Учебное пособие. СПб: Изд-во СПбГЭУ. 2019.